# Blizusunčev komet
Blizusunčev (bliskosunčev) komet je komet koji u perihelu prolazi izuzetno blizu Sunca - ponekad unutar nekoliko tisuća kilometara od Sunčeve površine. Iako mali bliskosunčevi kometi mogu u potpunosti ispariti tijekom tako bliskog približavanja Suncu, veći blizusunčevi kometi mogu preživjeti mnoge prolaze kroz perihel. Međutim, snažne sile isparavanja i plime koje doživljavaju često dovode do njihovog raspadanja. 
Sve do 1880-ih mislilo se da su svi svijetli kometi u blizini Sunca opetovani povratci jednog blizusunčevog kometa. Zatim su njemački astronom Heinrich Kreutz i američki astronom Daniel Kirkwood utvrdili da su, umjesto povratka istog kometa, svaki put pojavi različit komet, ali svaka se odnosi na skup kometa koji su se odvojili jedan od drugog na ranijem prolazu u blizini Sunce (u perihelu). Vrlo se malo znalo o populaciji blizusunčevih kometa sve do 1979. godine kada su koronagrafska promatranja omogućila otkrivanje bliskosunčevih kometa. Od 21. listopada 2017. postoji 1495 poznatih kometa koji se nalaze unutar ~ 12 solarnih radijusa (~ 0,055 AU). Na ovo otpada gotovo trećina svih kometa. Većina tih objekata ispari tijekom bliskog približavanja, ali komet s polumjerom jezgre većim od 2–3 km će preživjeti prolaz kroz perihel s konačnim polumjerom od ~ 1 km. 
Bliskosunčevi kometi bili su neki od najranijih promatranih kometa jer se mogu pojaviti vrlo svijetli. Neki se čak smatraju Velikim kometima. Bliski prolaz komete do Sunca osvijetlit će komet ne samo zato što je odraz jezgre komete kada je bliže Suncu, već Sunce isparava i veliku količinu plina iz kometa, a plin odbija više svjetla. Ovo ekstremno osvjetljenje omogućit će moguća opažanja golim okom sa Zemlje, ovisno o tome koliko su plinovi hlapljivi i je li komet dovoljno velik da preživi perihel. Ovi kometi pružaju koristan alat za razumijevanje sastava kometa dok promatramo aktivnosti izmetništva, a nude i način ispitivanja utjecaja sunčevog zračenja na druga tijela Sunčevog sustava. 

## Skupine bliskosunčevih kometa

### Kreutz kometi
Najpoznatiji bliskosunčevi kometi dolaze iz Kreutz obitelji kometa. Oni svi potječu od jednog divovskog kometa koji se razbio u mnogo manjih kometa tijekom svog prvog prolaska kroz unutarnji Sunčev sustav. Izuzetno svijetao komet koji su vidjeli Aristotel i Efor 371. pr. Kr. Krista mogući je kandidat za ovaj matični komet. 
Veliki kometi 1843. i 1882., kometa Ikeya–Seki 1965. i C/2011 W3 (Lovejoy) iz 2011. svi su fragmenti originalnog kometa. Svaka od ove četvorice bila je ukratko dovoljno svijetla da bi bila vidljiva na dnevnom nebu, pored Sunca, zasjenivši čak i pun mjesec. 
Godine 1979, C/1979 Q1 (SOLWIND) prvi je sungrazer koji je primijetio američki satelit P78-1, u koronagrafima snimljenim 30. i 31. kolovoza 1979.
Od pokretanja satelita SOHO 1995. godine otkrivene su stotine sićušnih Kreutz kometa koji su se svi pali u Sunce ili su u potpunosti uništeni tijekom prolaska kroz perihel, s izuzetkom C/2011 W3 (Lovejoy). Kreutz obitelj kometa naizgled je mnogo veća nego što se ranije mislilo.     

### Ostali blizusunčevi kometi
Oko 83% sungrazera opaženih sa SOHO čine članovi Kreutz grupe. Ostalih 17% sadrži neke sporadične blizusunčeve komete, ali među njima su identificirane još tri povezane skupine kometa: grupe Kracht, Marsden i Meyer. Čini se da su obje skupine Marsden i Kracht povezane s Cometom 96P/Machholzom. Ovi kometi također su povezani s nekoliko meteorskih tokova, uključujući dnevne Arietide, delta Aquariids i Quadrantids. Povezane orbite kometa sugeriraju da i Marsdenove i Krachtove skupine imaju malo orbitalno razdoblje, u redoslijedu od pet godina, ali Meyerova skupina može imati srednju ili dugoročnu orbitu. Kometi Meyer grupe su obično mali, slabi i nikad nemaju repove. Veliki komet iz 1680. bio je blizusunčev komet i iako ga je Newton koristio za provjeru Keplerovih jednadžbi u orbitalnom kretanju, nije bio član niti jedne veće grupe. Međutim, komet C/2012 S1 (ISON), koji se raspao malo prije perihela, imao je orbitalne elemente slične Velikoj kometu iz 1680. i mogao je biti drugi član grupe.

## Podrijetlo bliskosunčevih kometa
Studije pokazuju da je za komete s velikim orbitalnim nagibima i perihelijskim udaljenostima manjim od oko 2 astronomske jedinice, kumulativni učinak gravitacijskih poremećaja na mnogim orbitama je dovoljan da smanji perihelijsku udaljenost na vrlo male vrijednosti. Jedno istraživanje sugerira da komet Hale-Bopp ima oko 15% šanse da na kraju postane blizusunčev komet. 